# Sanctuaire de Notre-Dame de Fatima
Pour les articles homonymes, voir Fatima.
Le sanctuaire de Notre-Dame de Fátima (en portugais : Santuário de Nossa Senhora de Fátima), ou, tout simplement, sanctuaire de Fátima, est un grand centre de pèlerinage marial catholique situé à Cova da Iria, dans la ville de Fátima, au Portugal. Ce sanctuaire regroupe un ensemble de bâtiments et de structures. Néanmoins, il est parfois résumé (à tort) à la seule basilique de Notre-Dame-du-Rosaire de Fátima ((pt) Basílica de Nossa Senhora do Rosário de Fátima).
En plus de la basilique de Notre-Dame-du-Rosaire, le sanctuaire comprend la chapelle des apparitions ((pt) Capelinha das Aparições), un grand chêne (différent de celui des apparitions mariales), un monument dédié au Sacré-Cœur de Jésus ((pt) Monumento ao Sagrado Coração de Jesus), le Centre pastoral Paul VI ((pt) Centro pastoral de Paulo VI) et la basilique de la Sainte-Trinité ((pt)  Basílica da Santíssima Trindade), qui est la dernière grande structure construite dans le cadre de ce sanctuaire. La grande esplanade centrale permet de rassembler les pèlerins lors des célébrations ; elle est aussi le lieu de grandes processions de fidèles.
En outre, plusieurs autres structures et monuments ont été construits au cours des années. Nous pouvons citer : l'auberge / maison de retraite de Notre-Dame des Douleurs ((pt) Albergue e Casa de Retiros de Nossa Senhora das Dores), le presbytère ou l'auberge / retraite de Notre-Dame du Mont-Carmel ((pt) Casa de Retiros de Nossa Senhora do Carmo). D'autres éléments commémoratifs ont également été ajoutés au cours du temps tel un segment du mur de Berlin (marquant la consécration de la Russie au Cœur immaculé de Marie), des monuments dédiés au père Formigão ou au père Fischer, la grande croix (par l'artiste Robert Schad), les statues des papes Paul VI, Pie XII, Jean-Paul II et de l'évêque Dom José Alves Correia da Silva (qui a tenu un rôle important dans l'histoire du site).
La grande basilique de la Sainte Trinité ((pt) Basílica da Santíssima Trindade) construite en 2004, en raison du manque de place pour accueillir les pèlerins (lors des grands pèlerinages ou de services religieux certains jours de fêtes), se trouve en face du sanctuaire principal. Un peu plus loin, à l'extrémité du périmètre du sanctuaire, se trouve le Centre pastoral Paul VI, construit en 1982 et offrant plus de 2 000 places dans son amphithéâtre, ainsi que de nombreuses salles de réunion et des chapelles.

## Historique

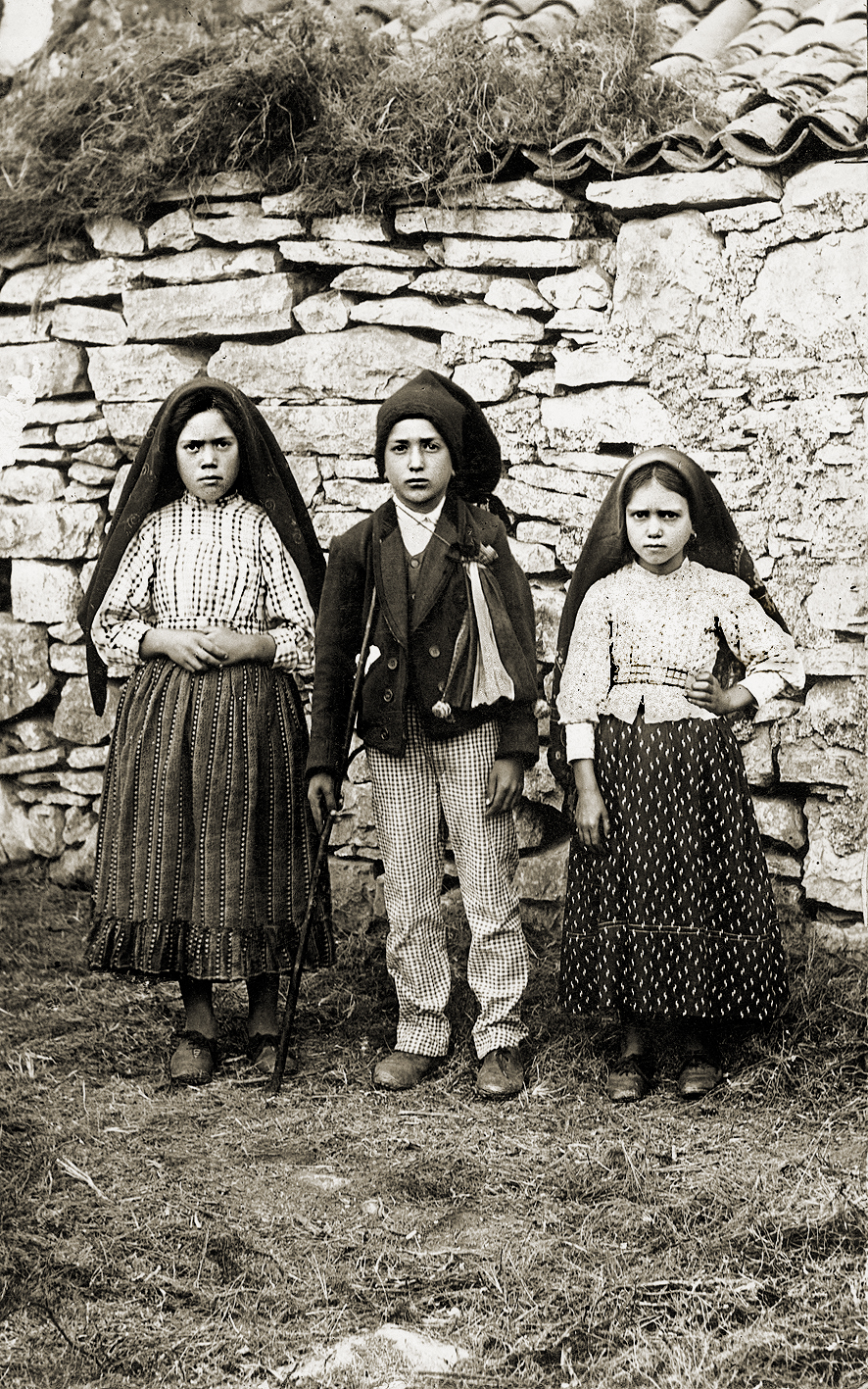
Les trois petits bergers de Fátima : Lucie, François et Jacinthe (1917).

### Les apparitions
En 1916, à trois reprises, Lucie dos Santos et ses deux cousins, Francisco et Jacinthe Marto, assistent à des apparitions d'un ange dans la région d'Ourém. Ces visites persistent jusqu'au 13 mai 1917 quand, tout en gardant les moutons de leur famille dans la Cova da Iria, ils sont témoins d'une apparition de ce qu'ils supposeront, plus tard, être la Vierge Marie. À l'annonce de ces apparitions, beaucoup de curieux et de fidèles affluent alors à Fátima et Aljustrel pour assister à ces apparitions, au côté des enfants. Ces mouvements de foule amènent les autorités civiles à emprisonner les enfants durant quelques jours comme « agitateur politique »,,. Ces apparitions se terminent par le miracle du soleil observé par plusieurs dizaines de milliers de témoins le 13 octobre 1917,,. Lors de 3e apparition (le 13 juillet), la Vierge Marie aurait divulgué « trois secrets » aux enfants, secrets qui ne seront diffusés que bien plus tard, en ayant fait couler beaucoup d'encre,. Après la dernière apparition, la région de Fátima n'a cessé d'être une destination de pèlerinage,,.
Peu de temps après les apparitions, Francisco et Jacinthe Marto sont victimes de la grippe espagnole et décèdent respectivement en 1919 et 1920.

### Premières constructions

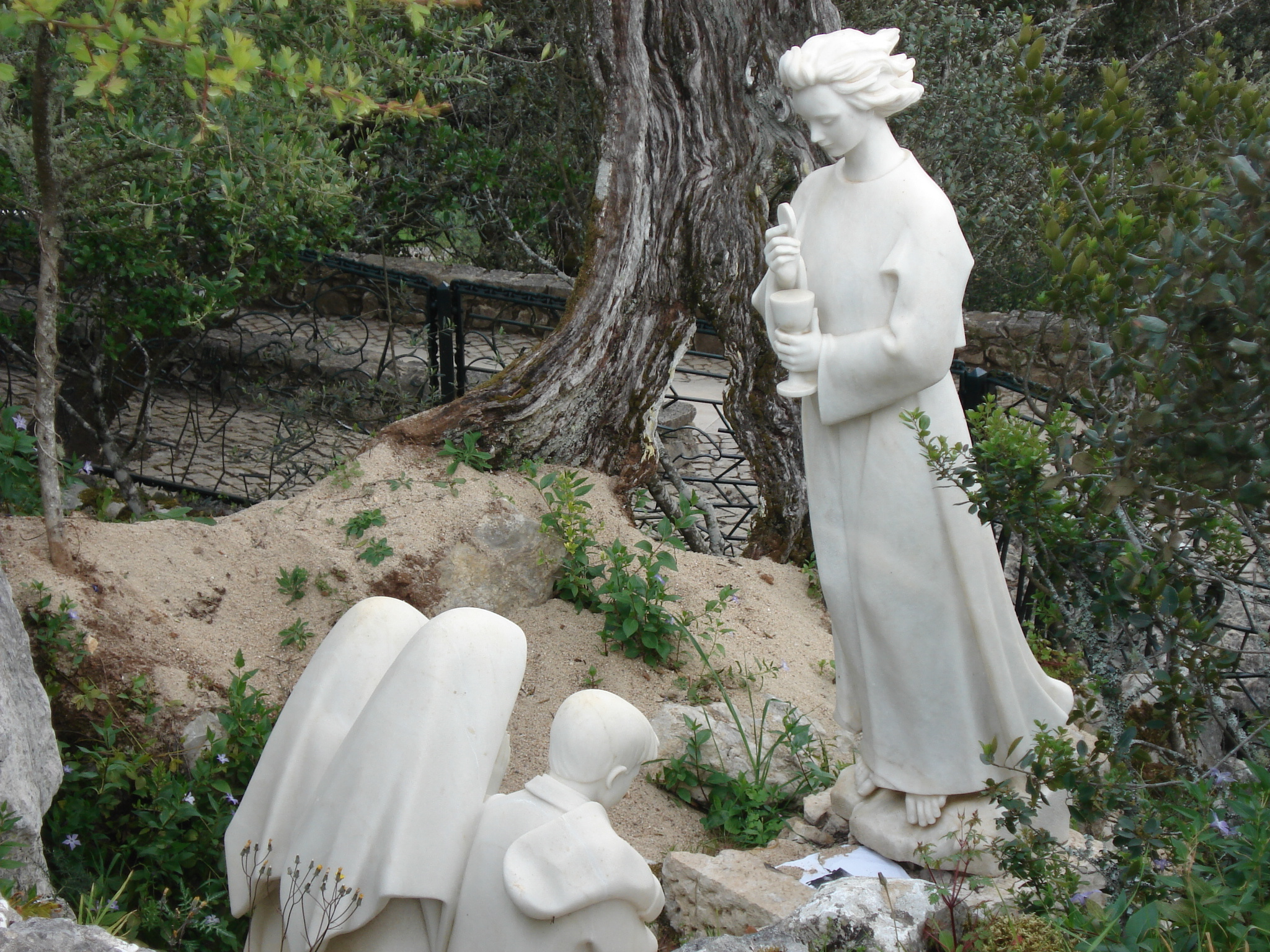
Monument dédié à l'apparition de l'Ange du Portugal aux trois petits bergers de Fátima.

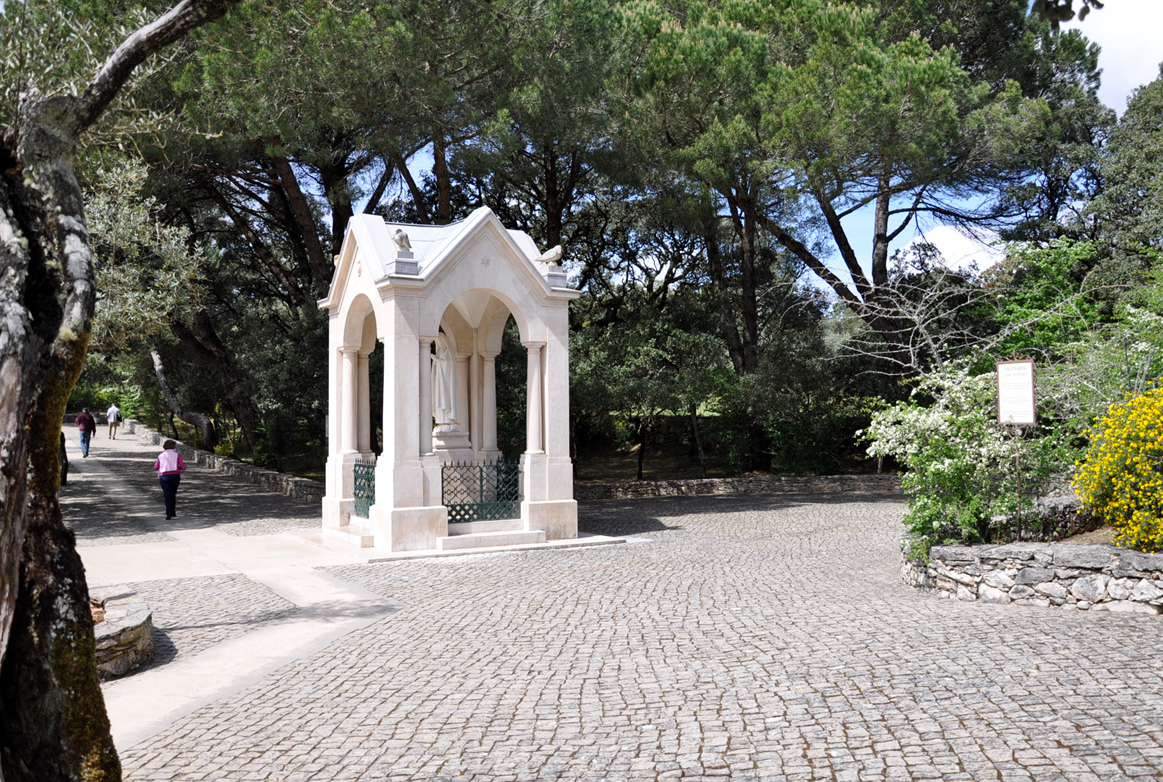
Valinhos est le site de la quatrième apparition de Notre-Dame en Fátima.

La construction de la petite chapelle des apparitions ((pt) Capelinha das Aparições) est débutée le 28 avril 1919 par la population locale : sa construction n'a été ni entravée ni encouragée par les autorités ecclésiastiques. La construction est financée par une collecte de fonds parmi la population.
Le 13 mai 1920, pour le 3e anniversaire des apparitions, les pèlerins défient les troupes gouvernementales et installent une statue de la Vierge Marie dans la chapelle,. Mais la première messe n'est officiellement célébrée que le 13 octobre 1921. La construction d'un hébergement pour les pèlerins malades est entreprise en 1921. L'évêque de Leiria visite la petite chapelle le 14 septembre 1921, et y autorise de dire la messe « les jours de grande affluence populaire », ce qui se produit la première fois le 13 octobre 1921. La chapelle primitive, détruite par des inconnus le 6 mars 1922, est reconstruite du 13 décembre au 13 janvier 1923,,.
Le 13 octobre 1922 parait le premier numéro d'un nouveau mensuel « Voz da Fatima » (La Voix de Fatima). Le mensuel débute sa publication à 32 000 exemplaires, et monte à plus de 300 000 douze ans plus tard, devenant le plus gros tirage du pays. Le tirage atteint presque 400 000 numéros en 1938. Dans les années 1980 il retombe à 100 000 numéros vendus.
Le 3 mai 1922, l'Église catholique entame les premières investigations du processus canonique concernant « la reconnaissance ou non » des événements de Fátima. Pendant ce temps, les pèlerins continuent à se rendre à la chapelle des apparitions, mais il faut attendre 1927 pour voir une présence officielle sur le sanctuaire : le 26 juillet 1927, l'évêque de Leiria, préside le premier service religieux à la Cova da Iria. Durant ce service, il bénit un Chemin de croix de 11 kilomètres, à travers la montagne reliant le site de Reguengo do Fetal, à la chapelle des apparitions.
Mais dès 1925, le sanctuaire commence à se développer : un établissement médical est construit sur le site avec un pavillon pour les pèlerins malades. En 1927, l'adoration eucharistique perpétuelle est mis en place sur le lieu des apparitions. Le 13 mai 1927, la première pierre de fondation est posée pour la construction de l'église de Notre-Dame-du-Rosaire. L'église est officiellement bénie le 12 octobre 1953. La construction de la colonnade, par l'architecte António Lino commence en 1949 et se termine en 1954.
Pendant ce temps, le 13 octobre 1930, l'Église catholique autorise le culte de Notre-Dame de Fátima (pt) Nossa Senhora de Fátima). Avant même l'achèvement du bâtiment, le 1er mai 1951, la dépouille mortelle de Jacinthe Marto est transférée du cimetière de Fátima dans le transept de l'église,. Un an plus tard, le 13 mars 1952, la dépouille de son frère, Francisco Marto, est à son tour transférée du cimetière de Fátima dans l'église. La même année, un orgue est installé dans l'église, par la firme Fratelli Rufatti de Pádua.

### Développement du sanctuaire
À l'occasion du 25e anniversaire des apparitions, le 13 mai 1942, un grand pèlerinage est organisé. Quatre ans plus tard, le 13 mai 1946, le cardinal Benedetto Aloisi Masella, légat pontifical, couronne la statue de Notre-Dame de Fátima, dans la chapelle des apparitions, la même année, le pape Pie XII déclare Notre-Dame de Fátima « Reine de la paix et du monde ».
Le 7 octobre 1953, l'église de Notre-Dame-du-Rosaire est consacrée, et un an plus tard, le pape Pie XII concède à l'église le titre de basilique mineure dans son document Luce Superna (novembre 1954).

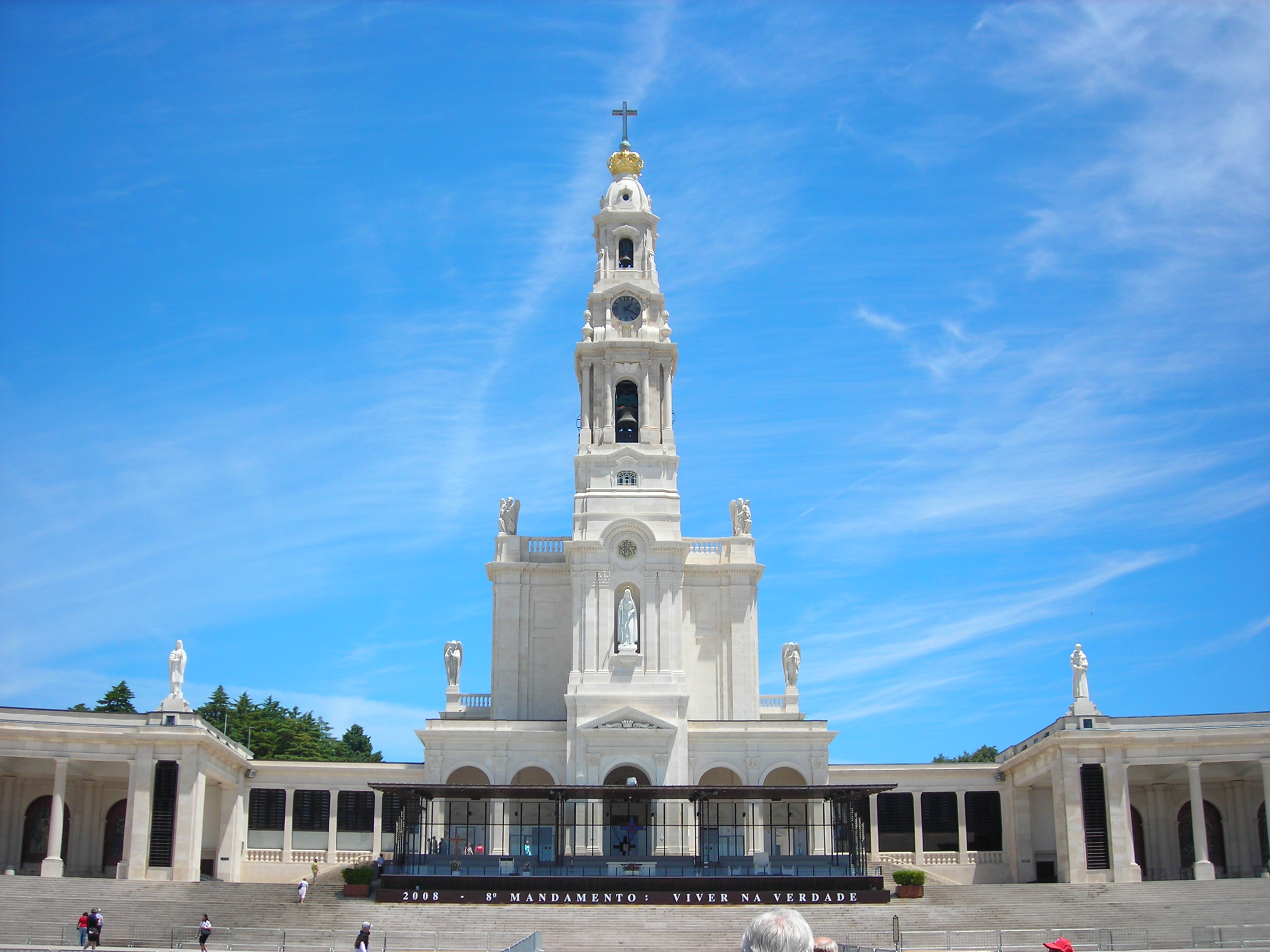
L'église principale du sanctuaire, la basilique de Notre-Dame-du-Rosaire (de l'architecte Gerard Van Krieken).

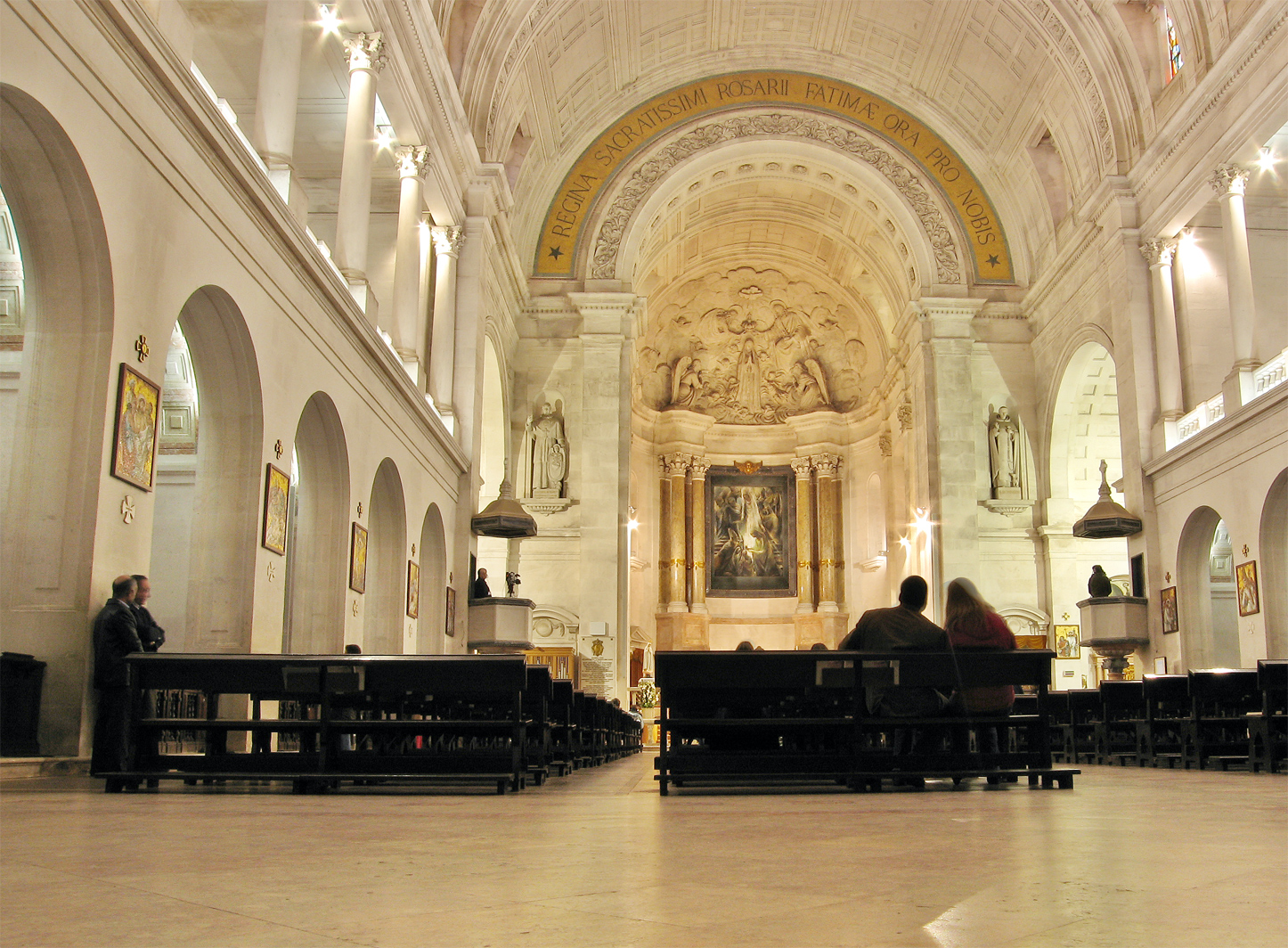
L'intérieur de la basilique de Notre-Dame-du-Rosaire à Fátima.

Le 13 mai 1956, le cardinal Angelo Roncalli, patriarche de Venise (et futur pape Jean XXIII), préside l'anniversaire du pèlerinage international. À partir de cette date, les autorités du Vatican seront toujours présentes dans les grands événements du sanctuaire.
Le 13 mai 1967, le Pape Paul VI se rend à Fátima pour marquer le 50e anniversaire des premières apparitions.

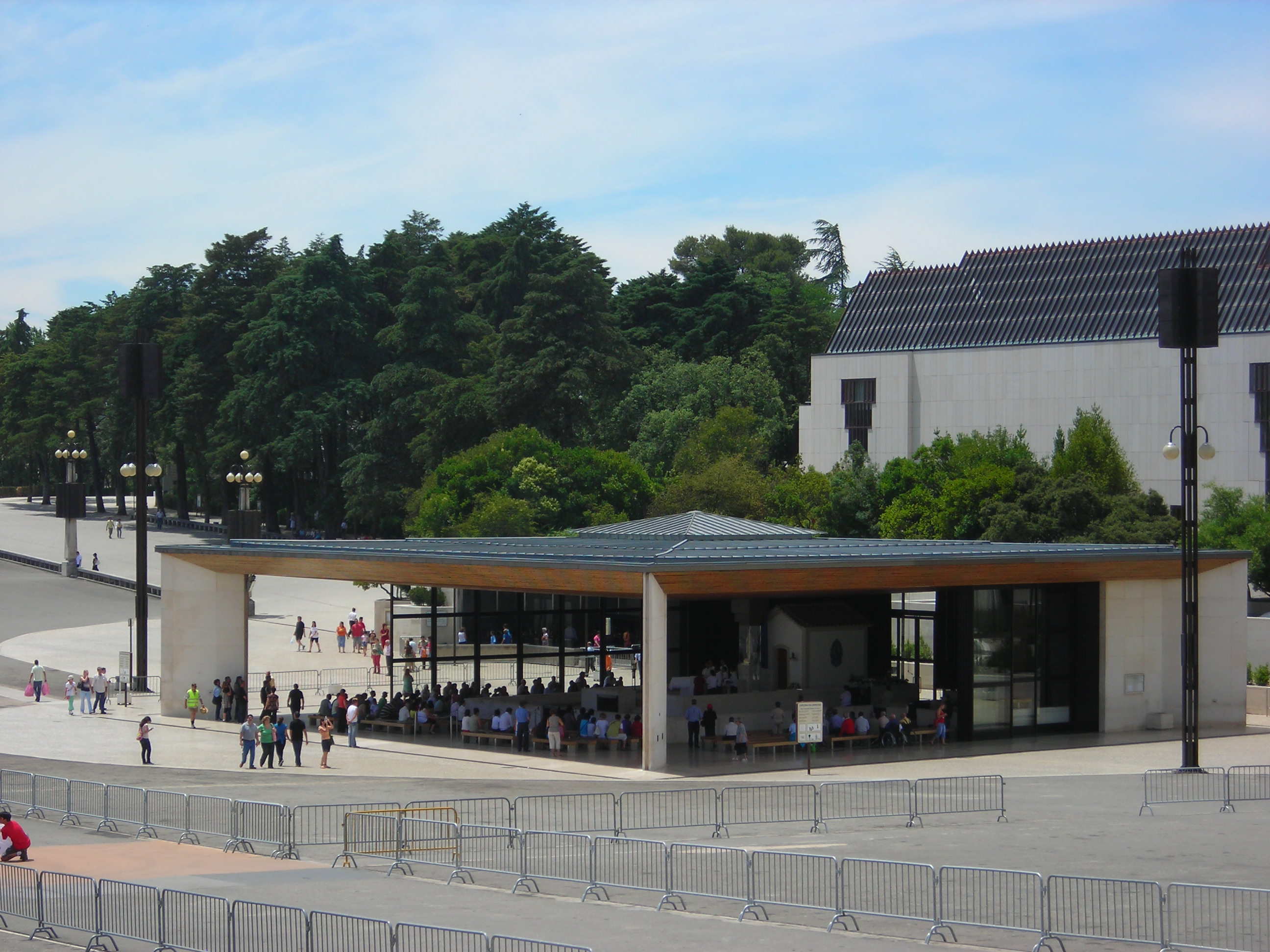
Vue panoramique de la chapelle des apparitions du sanctuaire de Fátima situé dans la Cova da Iria.

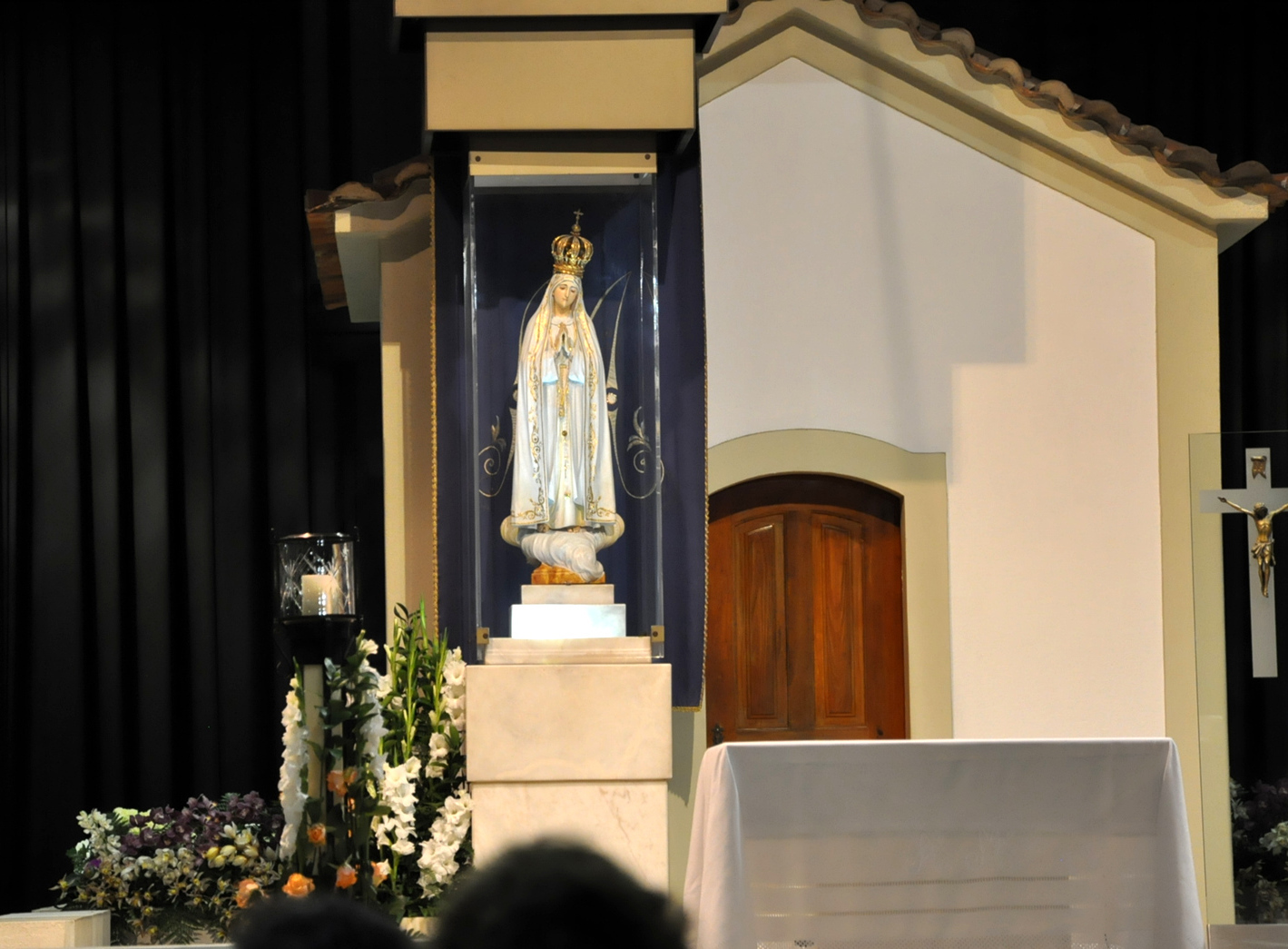
La statue de Notre-Dame de Fátima dans la chapelle des apparitions.

Du 12 au 13 mai 1982, lors du pèlerinage à Fátima du pape Jean-Paul II, la première pierre angulaire de la chapelle du Saint-Sacrement ((pt) Capela do Sagrado Lausperene) est posée : la construction se poursuit jusqu'à 1987. Son achèvement et sa consécration ont lieu le 1er janvier 1987. Cette chapelle a été offerte par l'association autrichienne Cruzada de Reparação pelo Rosário para une Paz no Mundo (Croisade de réparation par le Rosaire pour la paix mondiale).
Le Pape Jean-Paul II revient les 12 et 13 mai 1991 et préside l'anniversaire du pèlerinage international (et le 10e anniversaire de l'attentat dont il a été victime).
Compte tenu de la croissance de la ville, le 4 juin 1997, le parlement de la République portugaise élève la ville de Fátima au rang de « commune ». En 1977, l’Église catholique avait déjà scindé la paroisse catholique en deux, créant une nouvelle paroisse autonome à Fátima.
À l'occasion du 80e anniversaire des apparitions, durant les célébrations du 13 mai au 13 octobre 1997, le sanctuaire accueille 4 millions de visiteurs.
Pour répondre à l’afflux toujours plus important de pèlerins, et l'absence de bâtiment capable de les accueillir lors des grands rassemblements, les autorités du sanctuaire organisent, en 1997, un concours international d'architecture pour la réalisation d'un « grand espace couvert ». Ce sera l'église de la Très Sainte Trinité, construite entre 2004 et 2007, et comptant près de 9 000 places. En 2012, le Vatican accorde le titre de basilique mineure à cette nouvelle église.
Le 13 mai 2000, Jean-Paul II vient à Fátima pour célébrer la béatification des deux petits voyants Jacinta et Francisco Marto .
Le sanctuaire attire chaque année un grand nombre de pèlerins catholiques venant du Portugal et du monde entier. Cette stature internationale fait de Fátima « l'un des principaux sanctuaires mariaux du monde ». Chaque année, les pèlerins envahissent les routes menant au sanctuaire où la foule approche le million de pèlerins lors des grandes fêtes (le 13 mai et le 13 octobre). En moyenne, aujourd'hui, ce sont cinq millions de pèlerins qui visitent le sanctuaire chaque année,.
Chaque année, lors des pèlerinages à Fatima, des pèlerins partent à pied des différentes villes et villages du Portugal, et affluent au sanctuaire après plusieurs jours de marche. Faute de chemins spécifiques (et piétons), ils suivent les routes automobiles, et régulièrement, des accidents se produisent, entraînant des blessés ou des morts. Afin de sécuriser le cheminement des pèlerins vers le sanctuaire, des itinéraires piétonniers officiels sont en cours de réalisation. La réalisation de ces itinéraires de pèlerinage s'inspire du travail réalisé pour les chemins de Compostelle.

### Centenaire des apparitions
L'année 2017 correspond au centenaire des apparitions mariales de 1917. Un programme spécial de festivités est prévu dans le sanctuaire, et en dehors. Quelques éléments du programme :
- visite des communautés monastiques contemplatives portugaises par la statue de la Vierge pèlerine de Fatima ;
- pèlerinages et célébrations à l'occasion des différents anniversaires (des apparitions) ;
- cycles de conférences (de 2015 à 2017) ;
- Symposium théologico-pastoral du 24 au 26 de juin 2016 (centre pastoral Paul VI) ;
- un congrès international du 21 au 24 de juin 2017 (centre pastoral Paul VI) ;
- publications et diffusions de films et de livres ;
- un programme culturel spécifique de concerts d'orgues et de musique sacrée.

Plusieurs sites web extérieurs (au sanctuaire) ont également été ouverts à cette occasion.
L'ouverture officielle des chemins de pèlerinage piétonniers (et sécurisés) pour les pèlerins se rendant au sanctuaire devrait être effectuée avant les grandes fêtes du centenaire. Les autorités souhaitent obtenir le statut « d’itinéraire culturel européen » (auprès de l’Union européenne), au même titre que pour les chemins de Compostelle.
Le pape François se rend à Fátima les 12 et 13 mai 2017. À cette occasion, il canonise Francisco et Jacinta, deux des trois voyants de Fatima, faisant d'eux les plus jeunes saints, non martyrs, reconnus par l'Église.

## Description et présentation du sanctuaire

### Les architectes
En constante évolution depuis près d'un siècle, le sanctuaire marial a vu passer de nombreux architectes, qui, les uns après les autres, ont laissé leur marque sur ce lieu :
- Gerard Van Krieken : la basilique de Notre-Dame-du-Rosaire (1928-1953) ;
- António Lino : les colonnades (1949-1954) ;
- José Carlos Loureiro : le centre pastoral Paul VI (1979-1982) ;
- Alexandros Tombazis : la basilique de la Sainte Trinité (2004-2007) ;

Plusieurs styles architecturaux sont présents en fonction des bâtiments :
- Style néo-baroque : basilique Notre-Dame-du-Rosaire et colonnade ;
- Style moderne : basilique de la Sainte Trinité.

### Descriptions des lieux du sanctuaire

#### La chapelle des apparitions

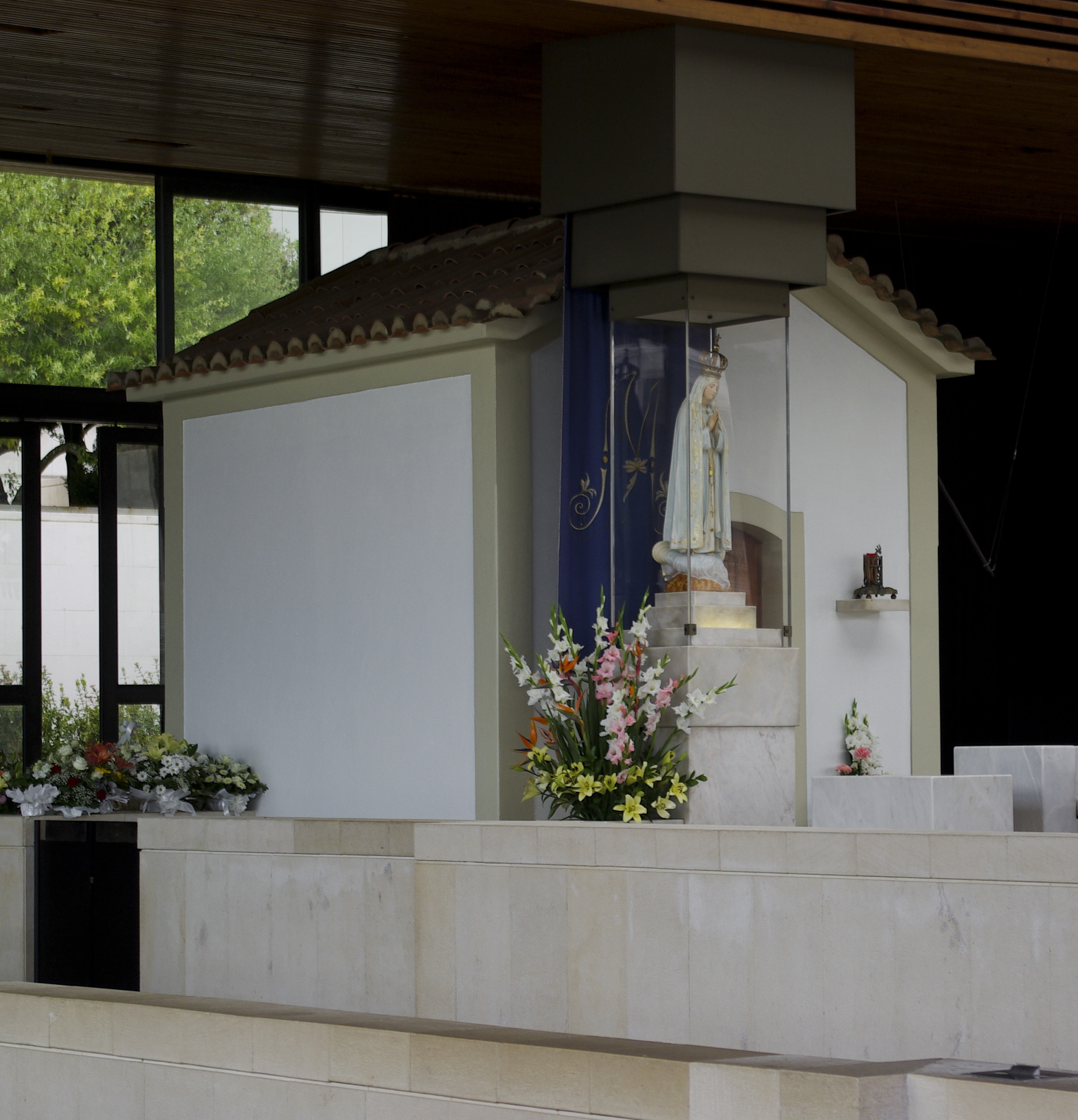
La chapelle des apparitions de Fátima sous son auvent de protection.

La chapelle des apparitions ((pt) Capelinha das Aparições) est la petite chapelle construite en 1919, à l'emplacement exact où se trouvait le petit chêne vert sur lequel la Vierge Marie est apparue aux trois petits bergers de Fátima du 13 mai au 13 octobre 1917. Cette chapelle détruite par des inconnus en 1922 a été reconstruite à l'identique dans l'année suivante. En 1982 un grand porche surplombant la chapelle et un espace autour est construit pour abriter les pèlerins installés devant le petit édifice.
Devant la chapelle, la statue de Notre-Dame de Fátima est installée sous une vitre de protection.

#### Le grand chêne
Le « grand chêne » est un arbre centenaire situé à proximité du lieu des apparitions. Il est le seul arbre (du site) qui ait subsisté. Cet arbre est différent de celui sur lequel les trois enfants ont vu la Vierge, mais il existait déjà à l'époque des apparitions : Lucie a raconté qu'ils allaient se mettre sous son ombre lorsqu'ils venaient réciter le rosaire à l'époque des apparitions. En janvier 2007, cet arbre a été classé « d’intérêt public » par les autorités portugaises.

#### La basilique de Notre-Dame du Rosaire

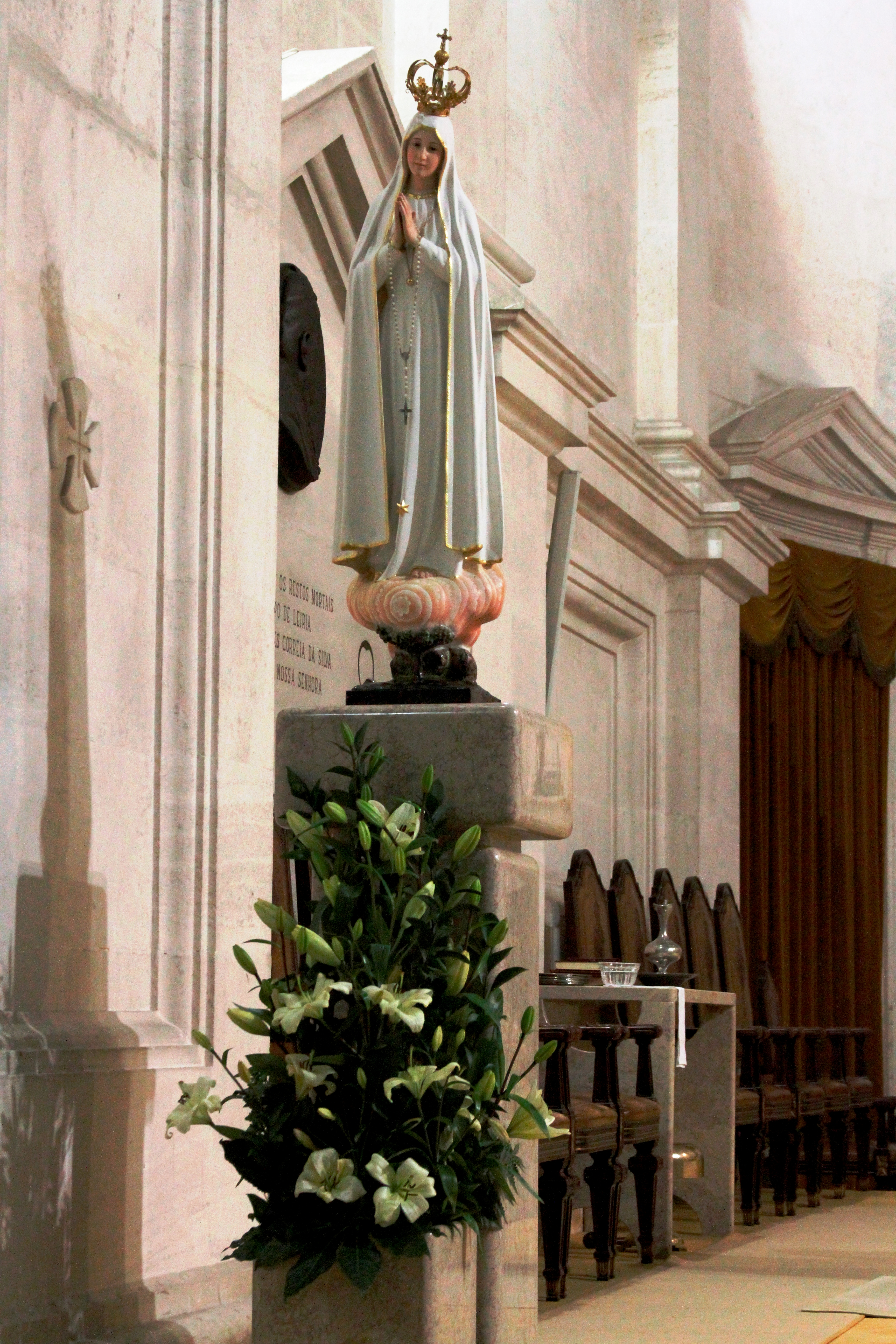
La statue de la vierge pèlerine exposée sur le grand autel de la basilique du Rosaire.

La construction de l'église néo-baroque a débuté en 1928 et elle s'est terminée en 1953. Elle est la première grande église construite dans le cadre du sanctuaire marial après les apparitions de la Vierge Marie en 1917. Depuis cette date, la notion de « sanctuaire de Fatima » est généralement associée à cette église. En 1954, l'église a obtenu le titre de basilique mineure.
Les sépultures des trois enfants bergers ayant « vu la Vierge Marie », ont été progressivement installées dans le transept de l'église (en 1951 et 1952 pour Jacinta et Francisco, et en 2005 pour Lucie).

#### La colonnade

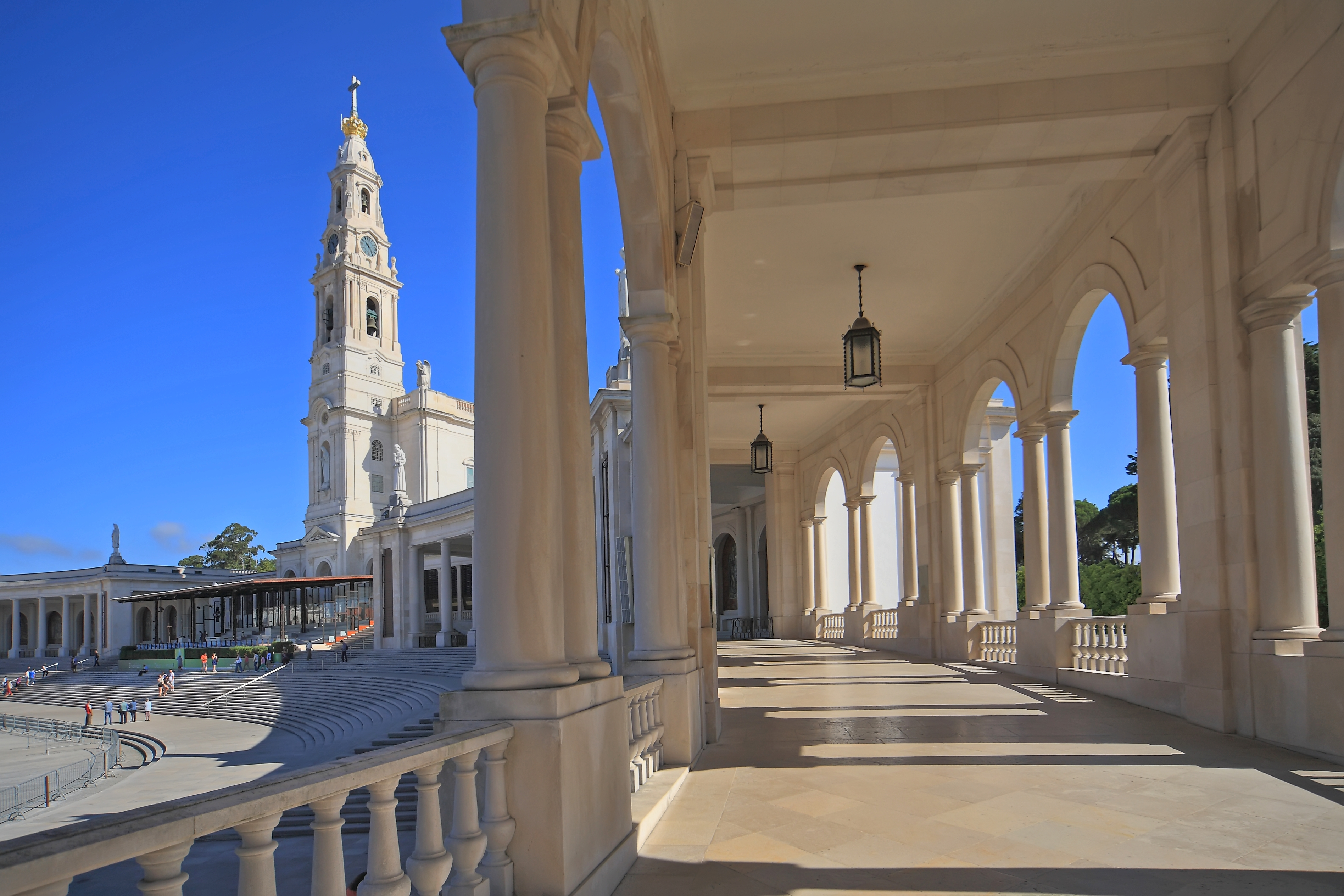
La colonnade du sanctuaire.

Cet ensemble architectural (débuté en 1949 et terminé en 1954) est l’œuvre d'António Lino et est composé de 200 colonnes et demi-colonnes, et de 14 autels. Il consiste en deux ailes courbes encadrant de façon symétrique la façade de la basilique et fermant de ce côté la perspective de l'esplanade ; on y accède depuis cette dernière par des marches ménagées sur une grande partie de leur longueur. La colonnade est surmontée par 18 statues de saints (statues de 2,30 à 3,20 mètres) dont les congrégations sont représentées à Fátima, ou de saints qui par leurs écrits et leurs prêches ont été des promoteurs du culte marial : Jean de Dieu, Jean de Britto, Antoine de Padoue, Nuno Álvares Pereira (3,20 mètres) puis Thérèse d'Avila, François de Sales, Marcellin Champagnat, Jean-Baptiste de La Salle, Alphonse de Liguori, Jean Bosco, Dominique Savio, Louis-Marie Grignion de Montfort, Vincent de Paul, Simon Stock, Ignace de Loyola, Paul de la Croix, Jean de la Croix, Beatriz da Silva (2,30 mètres).
La Colonnade intègre un Chemin de croix.

#### L'esplanade

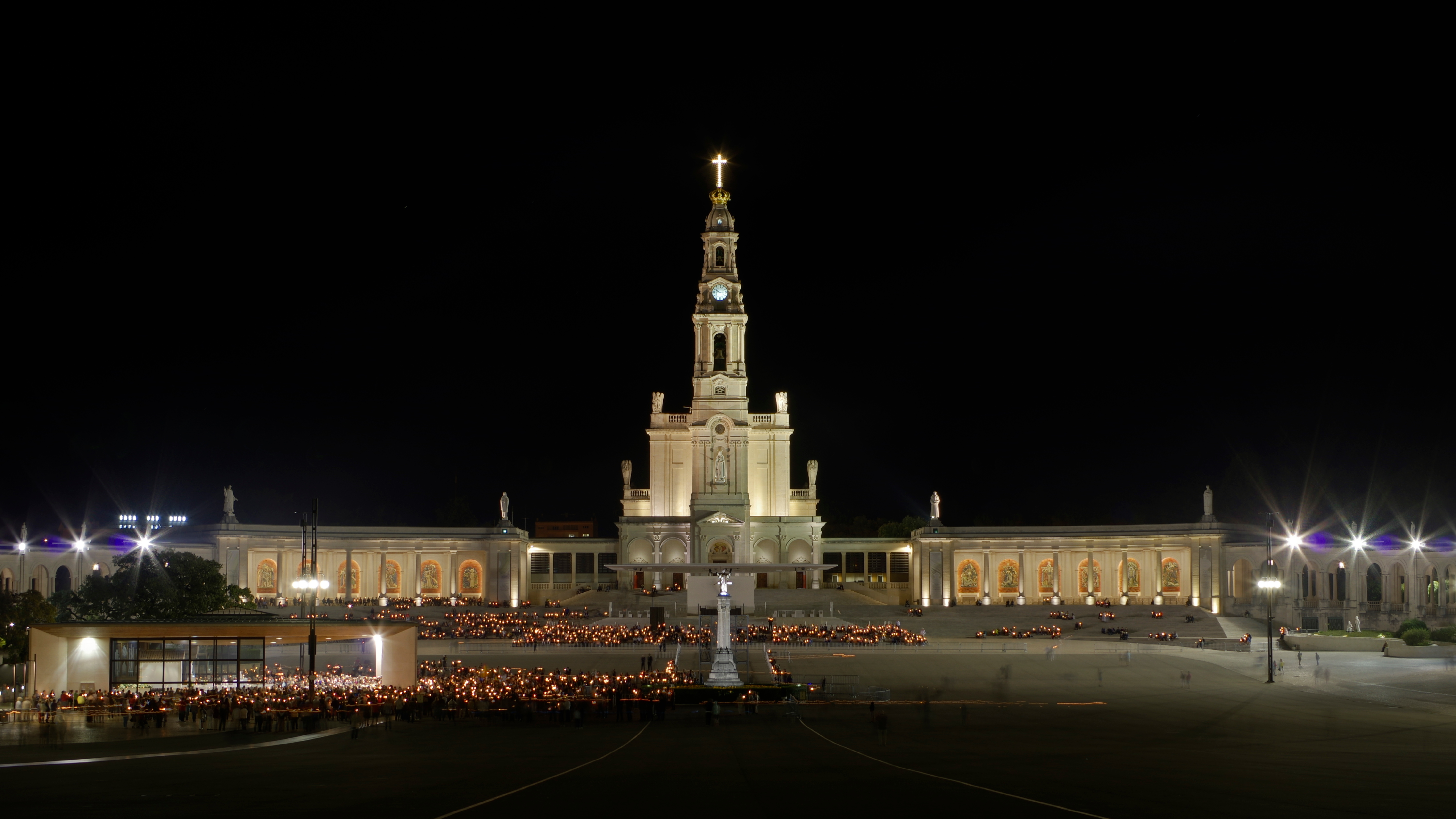
Procession aux flambeaux sur l'esplanade de prière.

L’« esplanade de prière » est une vaste place bordée de chaque côté par des arbres feuillus. Elle est encadrée d'un côté par la basilique de Notre-Dame du Rosaire de Fatima et de l'autre par la basilique de la Très Sainte Trinité. Cet espace permet de rassembler de grandes assemblées de pèlerins, lors de grandes célébrations. Elle est le lieu, en particulier, des processions aux flambeaux qui s'y déroulent quotidiennement.

#### La basilique de la Sainte Trinité

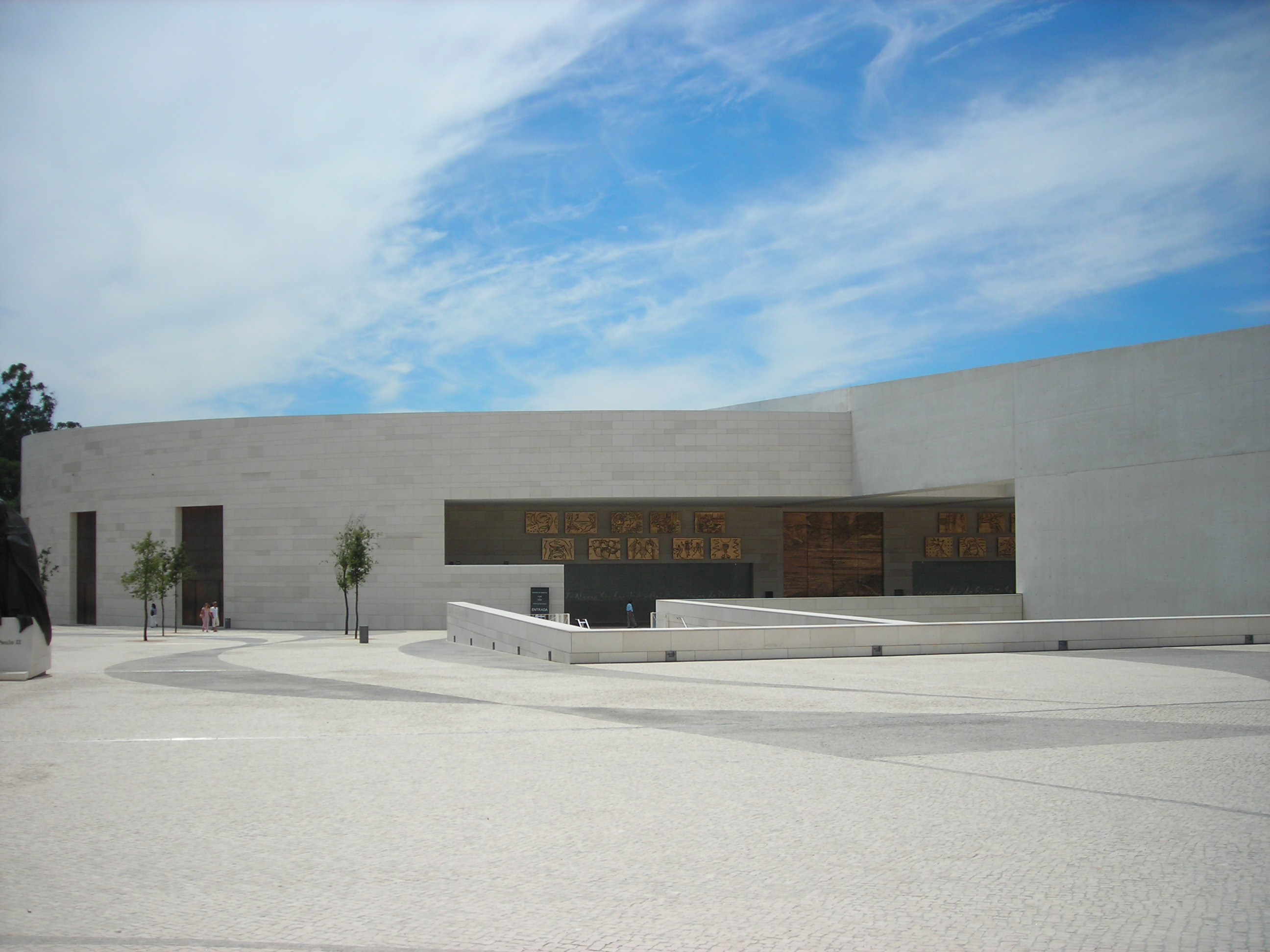
La basilique de la Sainte Trinité.

L'église de la Sainte Trinité, est le dernier grand bâtiment construit dans le sanctuaire. À l'issue d'un concours international d'architecture, l'architecte grec Alexandros Tombazis remporte le prix avec son projet d'un grand bâtiment circulaire à l'extérieur (diamètre de 125 m), et carré à l'intérieur. Cette structure de 40 000 m2 et près de 9 000 places est la quatrième plus grande église catholique dans le monde (en capacité). Les travaux débutent en 2004, et l'église est inaugurée le 12 octobre 2007 par le secrétaire d’État du Vatican le cardinal Tarcisio Bertone, à l'occasion du 90e anniversaire des apparitions de Fátima. Le décor est inspiré par l'art byzantin et orthodoxe. Le bâtiment a 12 ports secondaires (dédiée chacune à l'un des 12 apôtres) et une grande porte centrale, la porte du Christ. Plusieurs petites chapelles sont intégrées dans cette construction. En 2012, l'église est élevée au rang de basilique mineure.

#### Le centre pastoral Paul VI
Les travaux du centre pastoral ont débuté en 1979, et il a été inauguré par le Pape Jean-Paul II le 13 mai 1982. Ce bâtiment comporte 4 étages et offre une superficie de 14 000 m2. Il dispose d'un grand amphithéâtre d'une capacité de 2 124 places, des salles de réunions, une chapelle et un hébergement dans des dortoirs avec des repas en libre-service. Le bâtiment a été conçu par l'architecte José Carlos Loureiro (de Porto).

#### Autres chapelles
Chapelle du Saint Sacrement

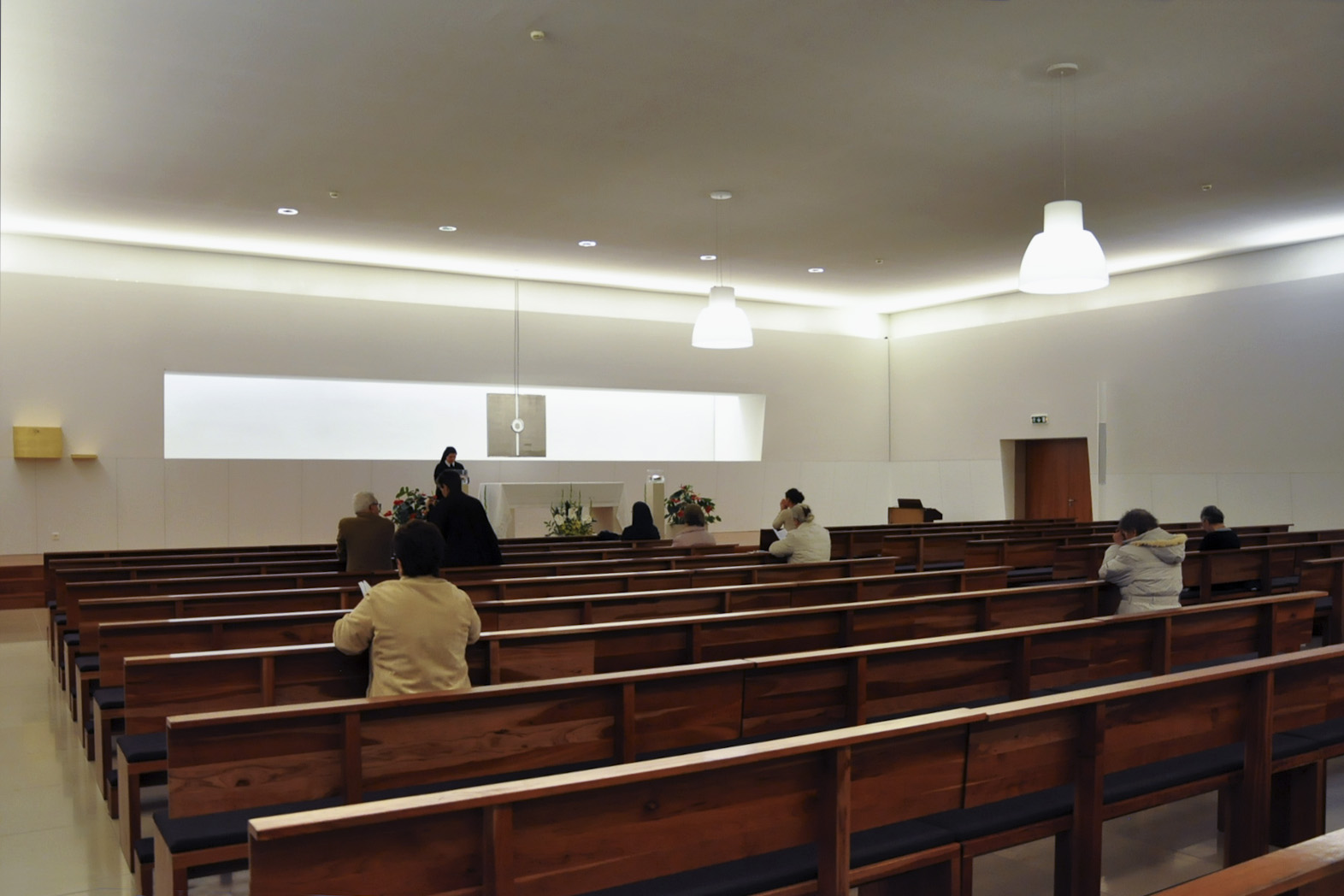
La chapelle du Saint Sacrement.

Depuis le 13 juillet 2008, la chapelle du Saint Sacrement est située dans le complexe de la basilique de la Très Sainte Trinité. Cette chapelle de 200 places est continuellement accessible. Cette chapelle reprend la mission d'adoration perpétuelle eucharistique, débutée le 1er janvier 1960 dans le sanctuaire. À cette date, l'adoration se faisait dans la chapelle de l’hôpital Notre-Dame du Mont-Carmel. En 1964, cette « exposition permanente du Saint Sacrement » se faisait en plus à l’auberge des Malades. En 1987, une chapelle spéciale : « la chapelle de l’Adoration » a été inaugurée (à l’extrémité du bras sud de la colonnade) pour remplir cet office,.
Chapelles de la Réconciliation
Deux chapelles, entièrement destinées au sacrement de réconciliation sont présentes dans le complexe de la basilique de la Sainte Trinité : la chapelle du Sacré Cœur de Jésus et la chapelle du Cœur immaculé de Marie. Ces chapelles sont accessibles par les portes « des Apôtres saint Pierre et saint Paul ».
Chapelle de la Mort de Jésus
Cette chapelle, d'une capacité de 600 places, est située dans le complexe de la basilique de la Sainte Trinité. Elle est utilisée lors des célébrations officielles du sanctuaire de Fátima.
Chapelle de la Résurrection de Jésus
Cette chapelle de 200 places est située dans le complexe de la basilique de la Sainte Trinité.

#### Autres éléments et lieux
Le monument du Sacré-Cœur
La colonne qui supporte la statue du Sacré-Cœur de Jésus (et les éléments architecturaux qui l'entourent), se trouve sur l'esplanade, au centre géographique du sanctuaire. La statue de bronze dorée (d'un auteur inconnu) a été donnée par un pèlerin. Elle a été bénie par le nonce apostolique (en), Mgr Beda Giovanni Cardinale (en), le 13 mai 1932. Cette statue se trouve à l'emplacement d'une ancienne fontaine, construite afin de fournir de l’eau aux pèlerins,.
La crèche

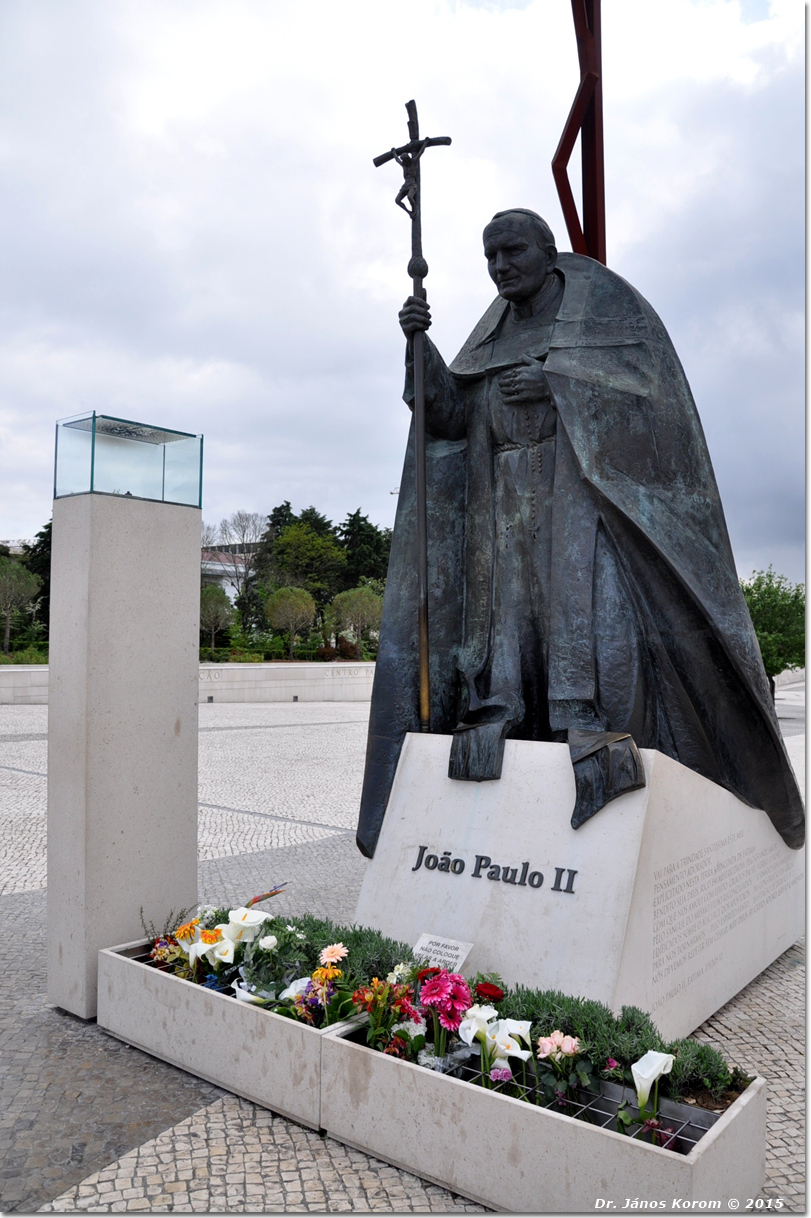
Statue de Jean-Paul II près de l'église de la Sainte Trinité.

Cette crèche, réalisée par José Aurélio en acier inox perforé, a une forme triangulaire. Elle fait 5 mètres de côté, et 5 mètres de haut. Elle a été inaugurée à l'aube du 25 décembre 1999, au début du Jubilé de l'an 2000.
Le mur de Berlin
Ce monument, composé d'un morceau du véritable mur de Berlin a été inauguré le 13 août 1994. Ce morceau mesurant 3,60 mètres par 1,20 mètre et pesant 2,6 tonnes a été offert par un Portugais habitant en Allemagne. L’organisation de l'espace autour de ce monument a été réalisée par l’architecte José Carlos Loureiro.
Les places Jean-Paul II et Pie XII
Ces deux places entourent la basilique de la Sainte Trinité, La place Jean-Paul II se situant à l’est (de la basilique), et la place Pie XII à l'ouest. La première place est décorée de deux statues : celle de Jean-Paul II et celle de Paul VI. Sur cette place se trouve également la Grande Croix de 34 mètres, faite en acier corten. À proximité de ces places se trouve une autre statue, celle de Mgr José Alves Correia da Silva, évêque de Fátima.
Chemin de croix sur le chemin des petits bergers et calvaire hongrois
Ce grand Chemin de croix débute dans la ville d'Ourém, distante de plusieurs kilomètres du sanctuaire. Ce Chemin de croix se termine au calvaire hongrois, dénommé initialement « calvaire hongrois Cardinal Mindzenty », dont la chapelle est dédiée à saint Étienne, roi de Hongrie. Les quatorze stations du Chemin de croix, ainsi que la chapelle ont été offertes par des catholiques de Hongrie. Les travaux de construction ont débuté en 1959 et se sont terminés en 1992. Les vitraux de la chapelle représentent des saints hongrois. Deux grandes mosaïques, au plafond, représentent l'apparition de Notre-Dame aux trois voyants et le don de la couronne de Hongrie par le roi Étienne Ier à Notre-Dame.

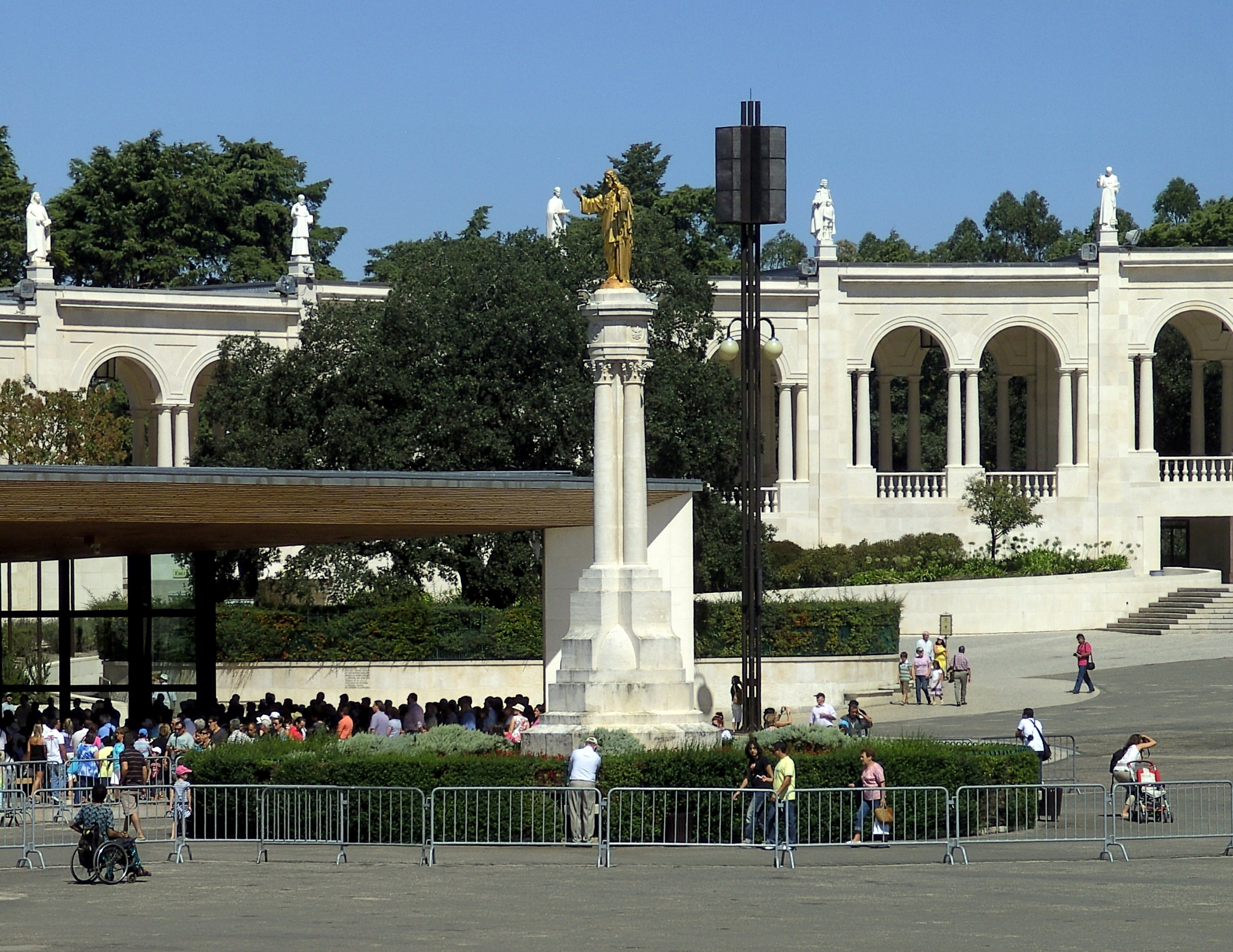
Monument du Sacré-Cœur.
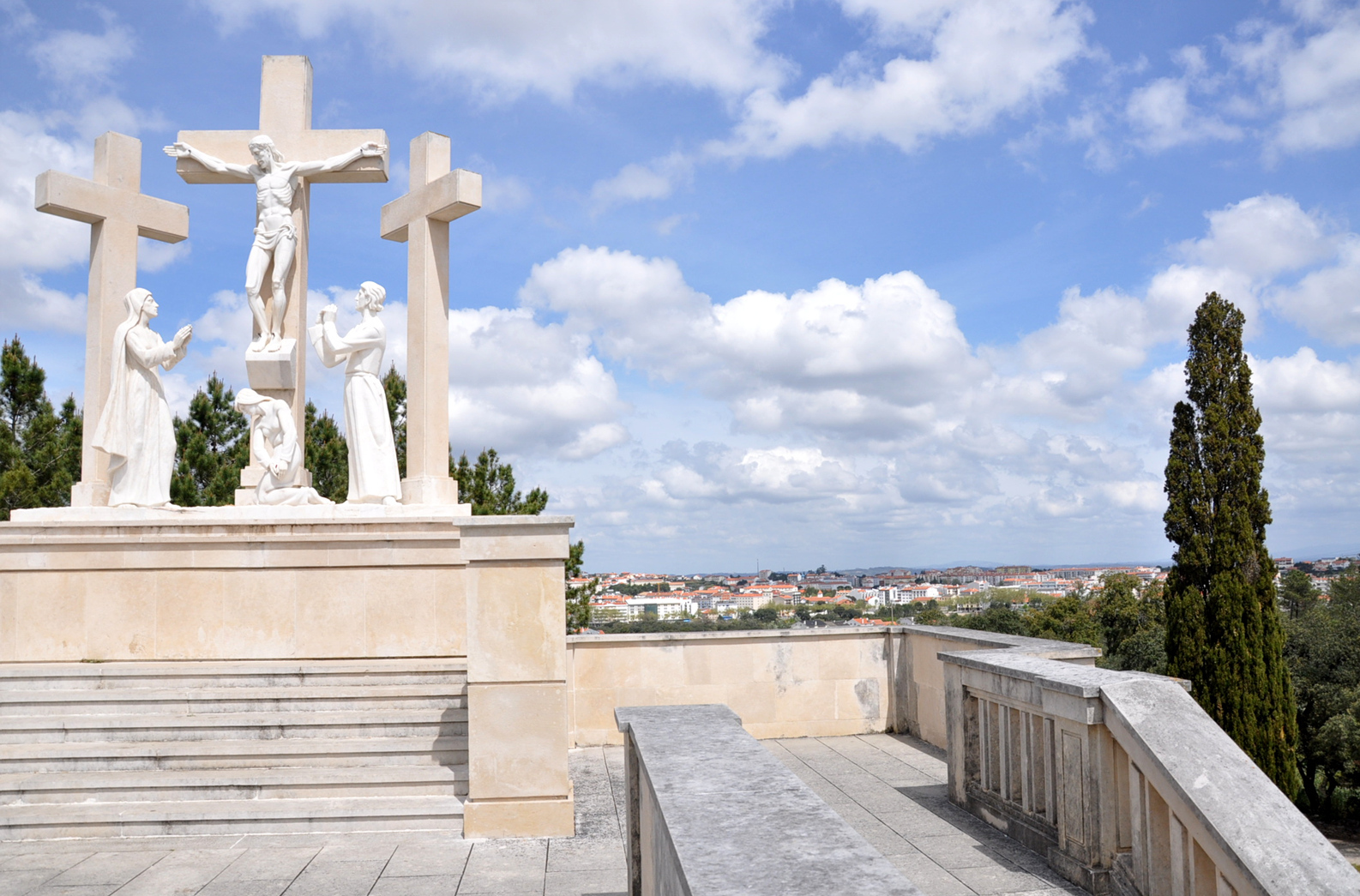
Le calvaire hongrois à la fin du Chemin de croix à Valinhos, en Fátima.
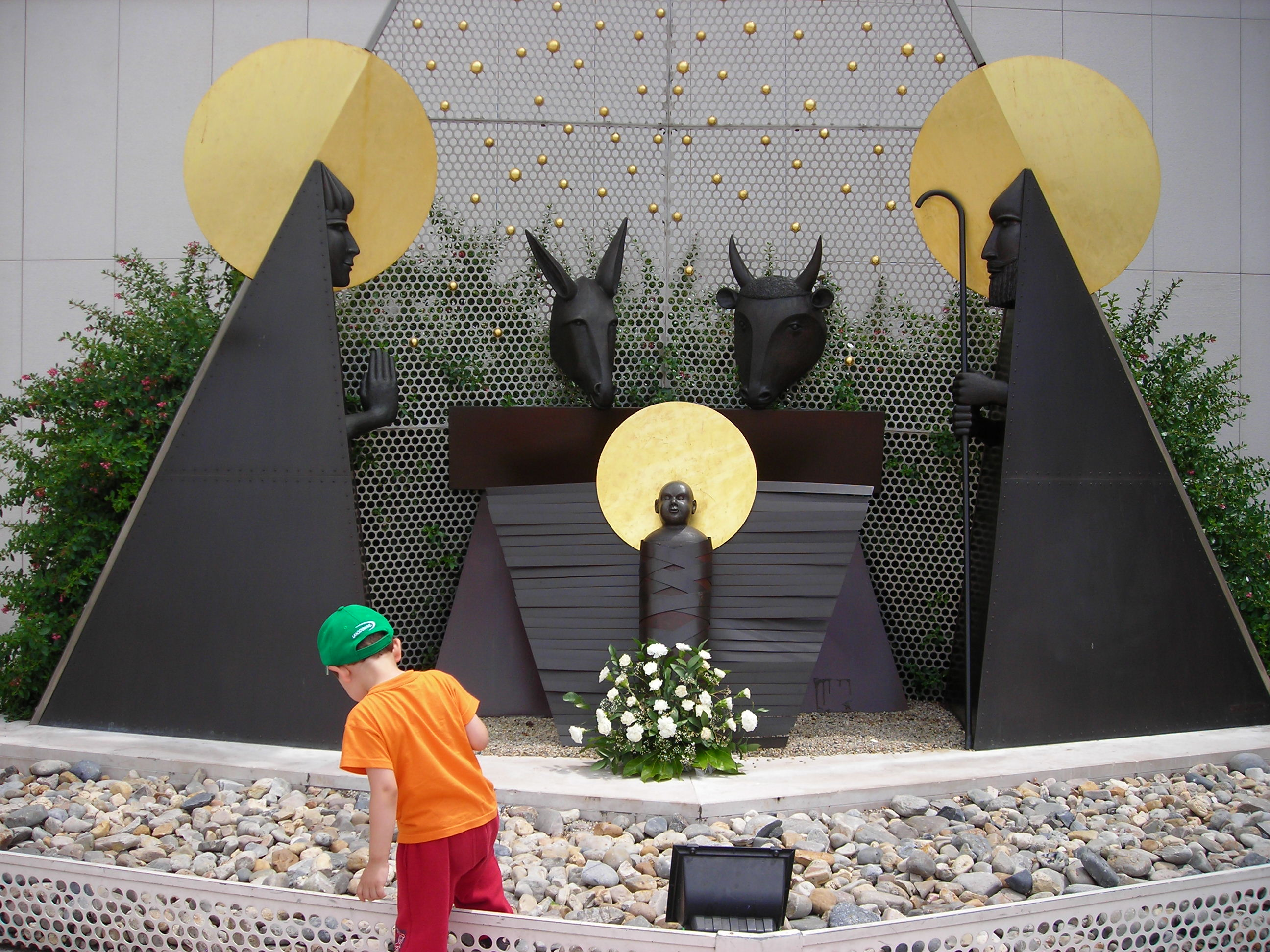
La crèche du sanctuaire de Fátima.